# Kombinat Przemysłu Kabli „Polkabel”
Kombinat Przemysłu Kabli „Polkabel” – istniejący w latach 1970-1975 kombinat polskich zakładów przemysłu kablowego, podporządkowany Zjednoczeniu Przemysłu Kabli i Sprzętu Elektrotechnicznego.

## Produkcja
Kombinat produkował przewody gołe, nawojowe, elektroenergetyczne, słaboprądowe, kable elektroenergetyczne, sygnalizacyjne, telefoniczne, okrętowe, maszyny do produkcji kabli i przewodów, sprzęt instalacyjny, urządzenia alarmowe i sygnalizacyjne, części i wyposażenie środków transportowych.

## Historia

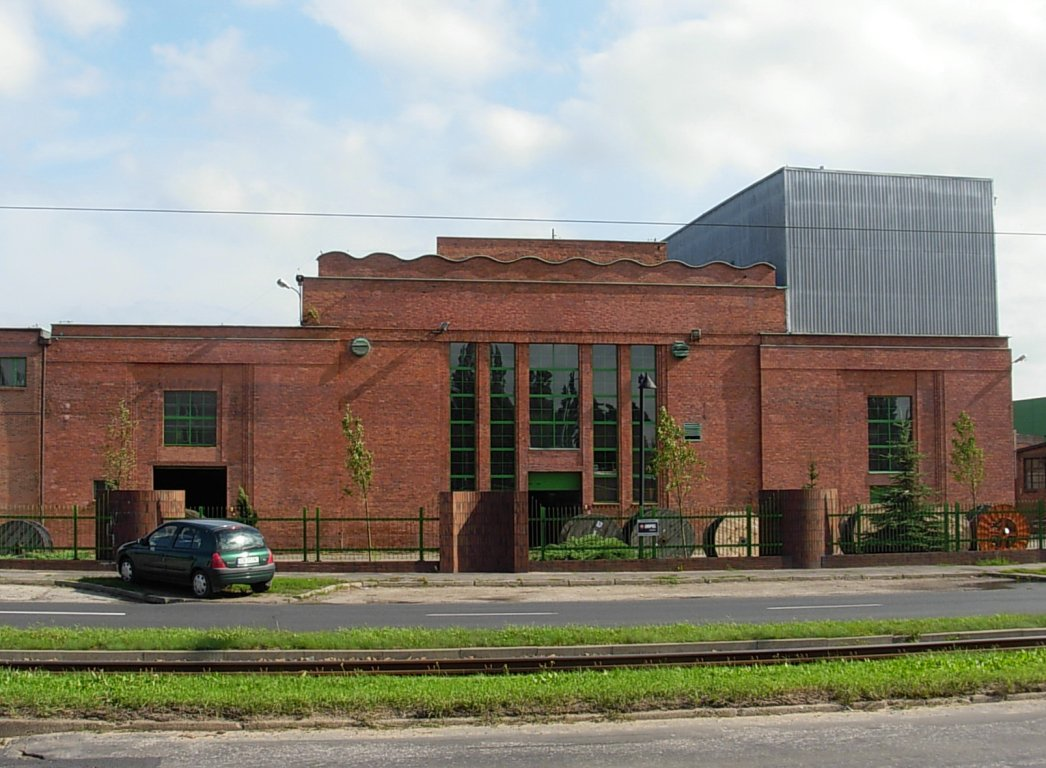
Hala Telefoniki Kable w Bydgoszczy (2011)

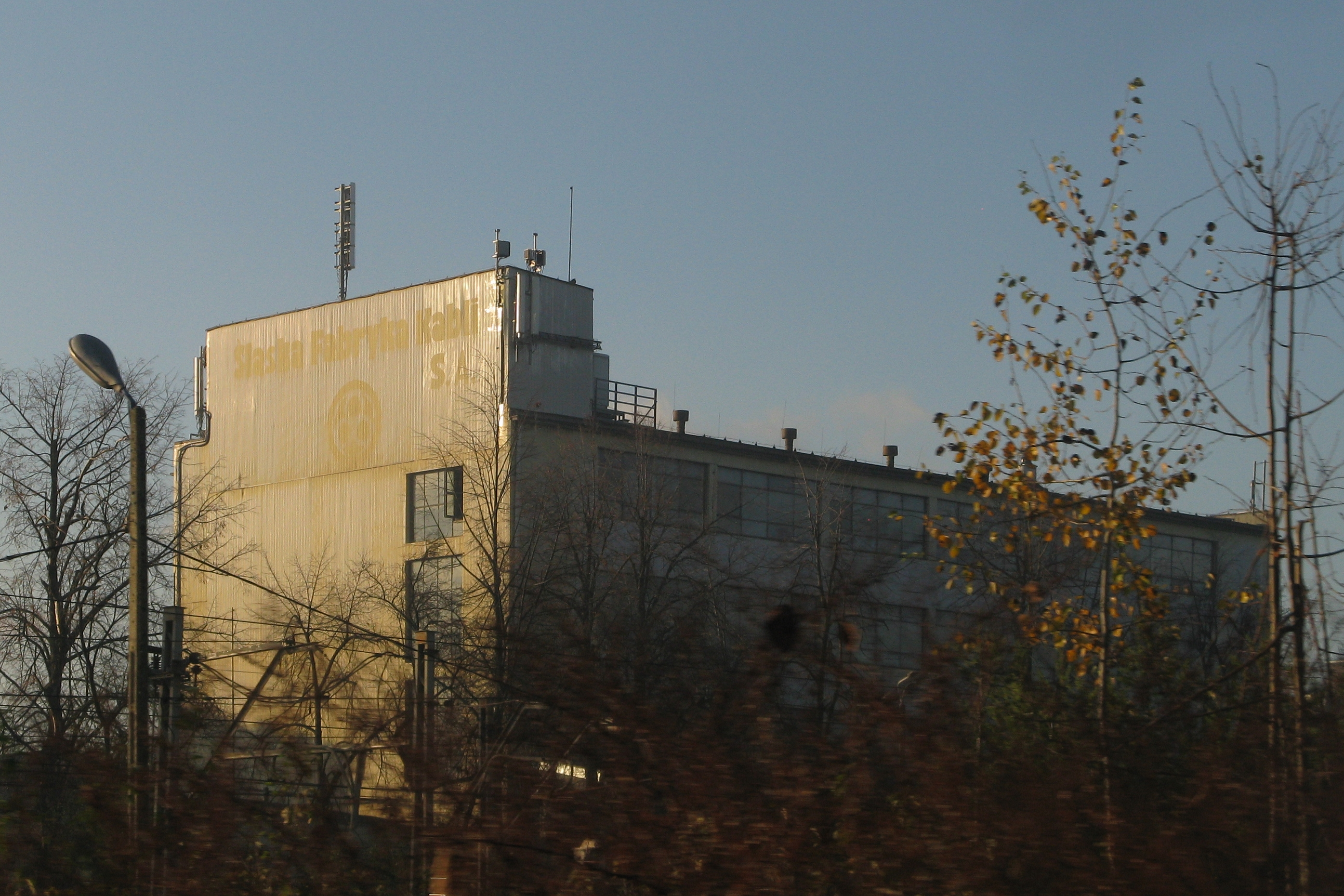
Budynek Śląskiej Fabryki Kabli w Czechowicach-Dziedzicach (2018)

Kombinat Przemysłu Kabli „Polkabel” utworzono 1 stycznia 1970 jako 13. w kolejności kombinat w resorcie przemysłu maszynowego. Wydzielono go w ramach Zjednoczenia Przemysłu Kabli i Sprzętu Elektrotechnicznego.
W skład kombinatu, w okresie jego istnienia, wchodziły następujące zakłady: 
- Krakowska Fabryka Kabli w Krakowie (K-1),
- Bydgoska Fabryka Kabli im. gen. K. Świerczewskiego w Bydgoszczy (K-2),
- Fabryka Kabli im. M. Buczka w Ożarowie Mazowieckim (K-3),
- Fabryka Przewodów Energetycznych w Będzinie (K-4),
- Śląska Fabryka Kabli w Czechowicach-Dziedzicach (K-5),
- Fabryka Przewodów Nawojowych w Legnicy (K-14)
- Fabryka Kabli „Załom” w Szczecinie (K-15),
- Zakłady Wytwórcze Osprzętu Kablowego w Ełku (K-25, do czerwca 1970)
- Zakłady Wytwórcze Sprzętu Sieciowego w Kostuchnie (do 1973),
- Biuro Sprzedaży Kabli i Przewodów „Centrokabel” w Bytomiu.
- Ośrodek Badawczo-Rozwojowy Przemysłu Kablowego Kablosprzęt w Ożarowie wraz z Zakładem Doświadczalnym.
- Zakład Maszyn Kablowych w Krakowie (od utworzenia w 1974)

Jako zakład wiodący została wyznaczona Krakowska Fabryka Kabli, a dyrektorem kombinatu został mgr inż. J. Hrynkiewicz, dotychczasowy dyrektor KFK. W 1972 największy udział w produkcji sprzedanej kombinatu miały zakłady: Krakowska Fabryka Kabli – 25%, Fabryka Kabli w Ożarowie – 21%, Bydgoska Fabryka Kabli – 15%, Fabryka Kabli w Szczecinie-Załomiu – 15%, Śląska Fabryka Kabli – 11%. Kombinat zrzeszał 11 zakładów, w których zatrudniano 12 tys. pracowników. 
Celem kombinatu była integracja działania wszystkich wchodzących w jego skład jednostek gospodarczych, w kontekście szans, jakim było unowocześnienie technologii poprzez zakup maszyn za środki dewizowe oraz wykorzystanie jako surowiec miedzi wydobywanej w kraju. 
Jednostki organizacyjne podporządkowane kombinatowi posiadały osobowość prawną, realizowały zadania w oparciu o plany i przyznane środki przez dyrektora kombinatu oraz rozliczały się poprzez kombinat. Zwierzchni nadzór sprawował minister przemysłu maszynowego poprzez Zjednoczenie Przemysłu Kabli i Sprzętu Elektrotechnicznego. Kombinat przejął część uprawnień ze Zjednoczenia, a częściowo nawet z Ministerstwa. Zobowiązany był również do prowadzenia badań nad możliwościami i kierunkami eksportu, ustalania cen za dostawy międzyzakładowe, zawierania centralnie z bankiem umów kredytowych. 
7 lipca 1972 Prezydium Rządu podjęło decyzję w sprawie rozwoju przemysłu kablowego w latach 1972-1978. Uwzględniono w nim rozbudowy istniejących kablowni oraz budowę od podstaw nowego zakładu. Częściowa realizacja przedsięwzięć inwestycyjnych w do 1975 przyniosła dwukrotny wzrost produkcji kabli i przewodów, 3,5-krotny wzrost eksportu, budowę Zakładu Maszyn Kablowych w Krakowie oraz rozbudowę fabryki kabli telekomunikacyjnych w Ożarowie Mazowieckim.
Na przełomie lat 1975/1976 nastąpiło przerwanie integracji przemysłu kablowego na fali kolejnych procesów reorganizacyjnych. Część zakładów podporządkowano nowemu Ministerstwu Przemysłu Maszyn Ciężkich i Rolniczych, część pozostawiono w strukturach Ministerstwa Przemysłu Maszynowego. Wraz z rozdzieleniem zakładów nastąpiło rozwiązanie Kombinatu Przemysłu Kablowego „Polkabel”, a w następstwie także likwidacja na kilka lat Zjednoczenia Przemysłu Kabli i Sprzętu Elektrotechnicznego. 
W Zjednoczeniu Przemysłu Maszyn i Urządzeń Energetycznych „Megat”, podporządkowanemu Ministerstwu Przemysłu Maszyn Ciężkich i Rolniczych, znalazły się:
- Krakowska Fabryka Kabli w Krakowie,
- Bydgoska Fabryka Kabli w Bydgoszczy,
- Fabryka Kabli Ożarów Mazowiecki,
- Fabryka Przewodów Energetycznych w Będzinie,
- Zakład Maszyn Kablowych w Krakowie,
- Biuro Sprzedaży Kabli i Przewodów Centrokabel w Bytomiu,
- Ośrodek Badawczo-Rozwojowy Kablosprzęt w Ożarowie,
- Biuro Projektowo-Technologiczne Przemysłu Kablowego Biprokabel w Bydgoszczy.

Natomiast w Zjednoczeniu Przemysłu Maszyn i Aparatów Elektrycznych „Ema” podporządkowanemu Ministerstwu Przemysłu Maszynowego znalazły się zakłady:
- Fabryka Kabli Załom w Szczecinie, wraz z Oddziałem w Człuchowie,
- Śląska Fabryka Kabli w Czechowicach-Dziedzicach,
- Fabryka Przewodów Nawojowych w Legnicy.

W wyniku reorganizacji nastąpiło pogorszenie zaopatrzenia kraju w kable, przewody i osprzęt kablowy, zahamowany został rozwój ich produkcji, wzrósł import uzupełniający.